# پائولو ویردزی
پائولو ویردزی (ایتالیایی: Paolo Virzì، تلفظ ایتالیایی: [ˈpa:olo virˈdzi]؛ زادهٔ ۴ مارس ۱۹۶۴) یک کارگردان و فیلم‌نامه‌نویس اهل ایتالیا است.
از جمله فیلم‌های او می‌توان به آغوش و بوسه و تولو تولو اشاره کرد.
وی در سال‌های ۲۰۰۸، ۲۰۱۰ و ۲۰۱۴ برنده جایزه انجمن ملی فیلم ایتالیا بهترین کارگردان شده‌است.